# 丙谷镇
丙谷镇，是中华人民共和国四川省攀枝花市米易县下辖的一个乡镇级行政单位。

## 行政区划
丙谷镇下辖以下地区：
观音阁社区、雷窝社区村、莫佬海社区村、沙沟社区村、芭蕉箐社区村、路发社区村、橄榄河社区村、小河社区村、新安村、牛棚村、护林村和新村社区村。